# Андреас фон Алвенслебен
Андреас I фон Алвенслебен (на немски: Andreas I von Alvensleben; * пр. 1495, вер. дворец Хундисбург в Халденслебен; † 15 януари 1565, дворец Рандау, днес част от Магдебург) е благородник от род фон Алвенслебен, собственик на замък Калфьорде, съ-собственик на замък Калбе и господар на дворците Айхенбарлебен и Рандау. Там той въвежда реформацията.

## Биография
Той е най-големият син на Вике I фон Алвенслебен († 1510) и Урсула фон Маренхолтц или Гертруд фон Малтцан († сл. 1512), дъщеря на Лудолф II фон Малтцан Стари († 1489).
Като млад Андреас е на военна служба при херцог Хайнрих II Млади фон Брауншвайг (1489 – 1568). Той участва при император Карл V във войната срещу френския крал Франсоа I в Италия и Франция (1521 – 1526). По-късно се занимава с управлението на имотите си.
През 1554 г., при измирането на „Червената линия“ на Алвенслебен, Андреас получава имението Рандау и започва да живее там. Той въвежда реформацията в Рандау и строи църква.

## Фамилия
Андреас фон Алвенслебен се жени за Мария фон Ходенберг († сл. 1568), дъщеря на Марквард III фон Ходенберг († 1538) и Анна фон Бортфелд († 1542). Те имат една дъщеря:
- Урсула фон Алвенслебен (* ок. 1527; † 31 май 1589, Алден), омъжена на 10 декември 1560 г. в Калбе за дворцовия маршал Ото Аше фон Манделсло от Целе (* 1521; † 4 август 1575)